# Euphorbia adenochila
Euphorbia adenochila es una especie de planta suculenta perteneciente a la familia de las euforbiáceas. Es originaria de África.

## Descripción
Es una planta herbácea perennifolia de pequeño tamaño que alcanza los 5 cm de alto, con una raíz tuberosa cilíndrica de 3 cm de espesor que se fusiona en un corto tubérculo. del que surge la ramificación a nivel del suelo; con varias ramas, de ± 1 cm de espesor y 1-1,5 cm de largo, densamente cubiertas con tubérculos cortos superpuestos de 2 mm de largo.

## Distribución y hábitat
Se encuentra en el Cuerno de África en la roca del suelo en piedra caliza, con monte bajo muy escaso, a una altitud de 200-1000 metros. Al igual que Euphorbia globulicaulis, se hace visible sólo en tiempo de lluvia abundante, cuando aparecen las hojas en una roseta suelta a nivel del suelo.

## Taxonomía
Euphorbia adenochila fue descrito por Susan Carter Holmes y publicado en Kew Bulletin 45: 656. 1990.
Etimología
Euphorbia: nombre genérico que deriva del médico griego del rey Juba II de Mauritania (52 a 50 a. C. - 23), Euphorbus, en su honor – o en alusión a su gran vientre –  ya que usaba médicamente Euphorbia resinifera. En 1753 Carlos Linneo asignó el nombre a todo el género.
adenochila: epíteto